# Trochosula luctuosa
Trochosula luctuosa là một loài nhện trong họ Lycosidae.
Loài này thuộc chi Trochosula. Trochosula luctuosa được Cândido Firmino de Mello-Leitão miêu tả năm 1947.